# Dom Pérignon (cuvée)
Pour les articles homonymes, voir Pérignon.
Le Dom Pérignon est une cuvée millésimée issue de vin de Champagne. Elle est élaborée, lors d'années exceptionnelles, par la maison de Champagne Moët & Chandon et fournit 8 millions de bouteilles.

Logo de Dom Pérignon dessiné par Pierre Katz (designer) lorsque la cuvée devient une marque distincte de Moët & Chandon en 2004.

## Histoire

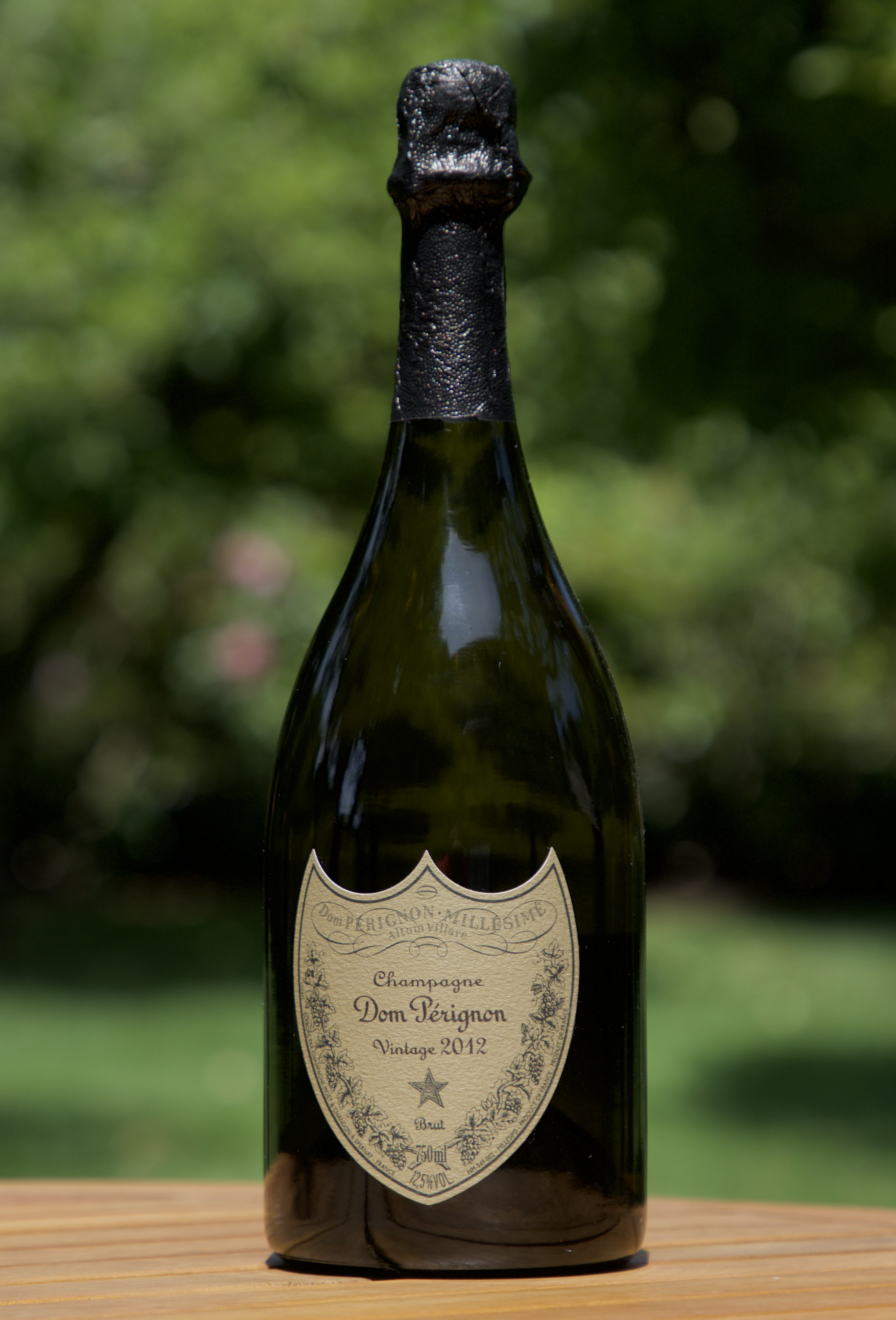
Une bouteille de Dom Pérignon 2012

La cuvée Dom Pérignon a été nommée en référence au moine Dom Pérignon, mort en 1715, qui a contribué au développement du vin de champagne moderne. La première cuvée, élaborée avec un vin de 1921 a été commercialisée à partir de 1935 sur une idée de Laurence Venn[Qui ?]. 
Le millésime 1921 fut pour les champagnes, en général[réf. nécessaire], la meilleure année de tous les temps, le deuxième meilleur millésime est celui de 1928. Les premiers bénéficiaires de la cuvée « Dom Pérignon 1921 » furent 150 clients de la maison « Simon Bros & Co », l'importateur britannique de Moët, pour lesquels 300 bouteilles furent livrées. Sa qualité fut si appréciée que les commandes affluèrent et 100 caisses partirent rapidement pour les États-Unis. Le milliardaire James Buchanan Duke, fondateur de l'American Tobacco Company, en commanda 100 bouteilles pour lui-même. C'est de cette commande que sont issus les 17 flacons vendus aux enchères chez Christie's à New York en juin 2004, ils étaient conservés dans la cave de Doris Duke, la fille du milliardaire. Selon Richard Geoffroy, le chef de cave de Dom Pérignon, ce millésime de 1921 « développait un bouquet unique de bois de santal, de vanille et de praline ».
Champagne toujours millésimé, le Dom Pérignon est uniquement produit lors des années exceptionnelles à partir de grappes récoltées la même année, contrairement aux champagnes non-millésimés qui sont eux produits à partir de grappes récoltées au cours d’années différentes.
Au total ont seulement été millésimées 46 années depuis 1921. Il aura été possible de millésimer trois années consécutives par trois fois seulement ; en 1969, 1970, 1971, en 1998, 1999, 2000, et en 2002, 2003, 2004, 2005, 2006.
Le millésime de 2003, sorti en 2012 est le 38e millésime de Dom Pérignon commercialisé après un peu plus de huit ans passé en cave. Ce millésime a été annoncé le 7 décembre 2011. Un an et demi plus tard, en mai 2013, la maison annonce son 39e millésime, le millésime 2004.
Les 47 millésimes de Dom Pérignon sont : 1921,  1928, 1929, 1934, 1943, 1947, 1949, 1952, 1953, 1955, 1959, 1961, 1962, 1964, 1966, 1969, 1970, 1971, 1973, 1975, 1976, 1978, 1980, 1982, 1983, 1985, 1986, 1988, 1990, 1992, 1993, 1995, 1996, 1998, 1999, 2000, 2002, 2003, 2004, 2005, 2006, 2008, 2009, 2010, 2012, 2013 et 2015.
Depuis 1959, la cuvée Dom Pérignon est également produite en rosé.
Les 26 millésimes de Dom Pérignon Rosé sont : 1959, 1962, 1964, 1966, 1969, 1971, 1973, 1975, 1978, 1980, 1982, 1985, 1986, 1988, 1990, 1992, 1993, 1995, 1996, 1998, 2000, 2002, 2005, 2006, 2008, 2009
La cuvée Rosée, lorsque produite, sort généralement quelques années après son homologue classique. À titre d'exemple, le Rosé 2002 a été lancé en janvier 2013, soit deux ans après le Dom Pérignon 2002.

## Anecdotes

### Artistiques
- Dans James Bond 007 contre Dr. No, James Bond manque de casser une bouteille de Dom Pérignon pour défendre la jeune Honey. Le Dr. No lui fait remarquer le nom et le millésime (1955) de l'objet. Bond se reprend et repose délicatement la bouteille bien qu'étant saisi par les hommes de main du Docteur No, puis ajoute ironiquement qu'il préfère l'année 1953, pouvant faire référence à la sortie du premier roman James Bond, Casino Royale.
- Dans l'épisode Week-end mouvementé de Drôles de dames, Sabrina demande du Dom Pérignon 1955, sans doute un clin d'œil des auteurs à James Bond.
- Dans le film Star Trek : Générations, lors de la séquence d'ouverture, une bouteille de Dom Perignon de l'année 2265, sert de baptême pour le vaisseau spatial Enterprise-B.
- Dans son roman Moonraker publié en 1955, Ian Fleming, créateur de James Bond, nous donne un aperçu des valeurs du gentleman britannique dans ce passage d'autant plus savoureux que le millésime cité n'existe pas :

« Bond sourit en pensant à M…

- Je boirais bien un verre de champagne, ce soir. Grimley, qu'en pensez-vous ?

Le serveur était manifestement ravi.

- Si je peux me permettre, Monsieur, je vous suggère un Dom Pérignon 46. »

- Dans sa lettre de Vevey du 6 février 1976 adressée à la comtesse René de Chambrun, Paul Morand écrit :

« Mon nez dans la salade de truffes, ma serviette sur la tête pour l’arôme, un verre de Dom Pérignon dans la main… et je me laisse glisser dans l’Éternité en pensant à vous, ma bien-aimée – un véritable rêve éveillé | »

- Dans sa chanson Birthday, la chanteuse américaine Katy Perry fait référence au « Pérignon ».
- Dom Pérignon est titre d'un morceau du groupe Columbine, publié sur leur premier album, qui met en avant la haute valeur pécuniaire d'une bouteille de ce millésime.
- Dans sa chanson Champagne problems, la chanteuse américaine Taylor Swift fait référence à Dom Pérignon.
- Dans leur chanson Lavish, le groupe américain Twenty One Pilots fait référence à Dom Pérignon.

### People
En 1971, lors de la célébration du 2 500e anniversaire de la fondation de l'empire perse, il fut servi au banquet le premier millésime de Dom Pérignon Rosé, le 1959. En 2008, une bouteille de cette cuvée a été adjugée, aux enchères, à 24 758 €.
« Je suis allé à la galerie, ils avaient une petite exposition de la série des "Chaussures à paillettes". Interviews, et photos pour les journaux allemands, ensuite nous avons dû rentrer à l'hôtel retrouver les gens du "2000". C'est un club de vingt types. Ils essaient d'acheter deux mille bouteilles de Dom Pérignon qu'ils veulent mettre dans une pièce scellée jusqu'à l'an 2000. Alors ils les boiront. La blague était de deviner qui serait encore là et qui ne le serait plus. C'était drôle parce que tous ces hommes étaient hétéros. Certains avaient amené leur femme. C'était un dîner avec huit plats, et un tas de vin différents à chaque plat. »
— Andy Warhol, le 09/03/1981 à Munich dans son Journal
En 1961, le Dom Pérignon millésime 1949 était au menu du repas donné à l’ambassade américaine de Paris pour Charles de Gaulle et John F. Kennedy au cours de la visite officielle du président.
En 1981, Dom Pérignon fut choisi pour le mariage de Diana Spencer et du prince Charles. Les magnums de Dom Pérignon millésime 1961 servis à cette occasion portaient un insigne spécialement créé pour la cérémonie.
Le Dom Pérignon était le champagne préféré de l'actrice Marilyn Monroe[réf. nécessaire].

### Records
En 2004, lors de la vente aux enchères de la collection Doris Duke par Christie's à New York, un lot de trois bouteilles de Dom Pérignon 1921 est parti pour la somme de 24 675 $. En 2008, deux ventes organisées par Acker Merrall & Condit ont également marqué l’histoire de Dom Pérignon : 93 260 $ pour trois magnums de l'œnothèque Dom Pérignon (1966, 1973 et 1976) à Hong Kong, mais surtout 84 700 $ pour un lot de deux bouteilles du légendaire millésime Dom Pérignon Rosé 1959 à New York. Seules 306 bouteilles de millésime Rosé 1959 ont été produites et aucune n'avait jamais été vendue auparavant. En 1971, ce vin fut servi à Persépolis lors des festivités commémorant le 2 500e anniversaire de la fondation de l'empire perse par Cyrus le Grand.
Le 17 avril 2010, un nouveau record a été établi, record qui ne tiendra pas longtemps (voir ci-dessous), pour une vente de vin en Grande-Bretagne, estime le Daily Telegraph. Un acheteur aurait dépensé plus de $ 50 000 pour le mathusalem (6L) de 1996 de champagne Dom Pérignon Rosé (Rose Gold). Cette transaction aurait eu lieu à l’Hôtel Westbury de Londres lors d’une fête qui a suivi la projection du nouveau film, « Boogie Woogie ».
Une verticale de Dom Pérignon Œnothèque Rosé, première mondiale issue de la réserve de la cave Dom Pérignon, jamais commercialisée avant, a été vendue à un prix record aux enchères de vins organisée par Sotheby's à Hong Kong, le 21 mai 2010.
Le lot de 30 bouteilles de Dom Pérignon Rosé Œnothèque et magnums de 1966, 1978, 1982, 1985, 1988 et 1990 a atteint la somme de HK $ 1 331 000 / US $ 170 641 ce qui est un record mondial pour un seul lot de champagne et est le premier lot de vin vendu par Sotheby's à avoir dépassé 1 million de HK$ à Hong Kong.